# Bombardeo del Banski dvori
El bombardeo del Banski dvori ( en croata: bombardiranje Banskih dvora ) fue un ataque de la Fuerza Aérea Yugoslava contra el Banski dvori en Zagreb — la residencia oficial del presidente de Croacia en el momento de la Guerra de Independencia de Croacia. El ataque aéreo se produjo el 7 de octubre de 1991, como parte de un ataque de la Fuerza Aérea Yugoslava contra varios objetivos en la capital croata. Se informó de la muerte de un civil por el ametrallamiento del distrito de la ciudad de Tuškanac y de cuatro heridos.
En el momento del atentado, el presidente croata Franjo Tuđman estaba en el edificio, reunido con Stjepan Mesić, entonces presidente de la Presidencia de Yugoslavia, y Ante Marković, entonces primer ministro de Yugoslavia, pero ninguno de ellos resultó herido en el atentado. Inmediatamente después, Tuđman comentó que el ataque estaba aparentemente destinado a destruir el Banski dvori como sede del Estado de Croacia. Marković culpó al secretario general de Defensa yugoslavo, Veljko Kadijević, quien negó la acusación y sugirió que el suceso había sido montado por Croacia. El ataque provocó la condena internacional y la consideración de sanciones económicas contra Yugoslavia. La residencia presidencial se trasladó inmediatamente al palacio presidencial, que antes era conocido como Villa Zagorje. El Banski dvori sufrió importantes daños, pero las reparaciones no comenzaron hasta 1995. El edificio se convirtió posteriormente en la sede del Gobierno croata.

## Antecedentes
En 1991, se celebraron las primeras elecciones multipartidistas en Croacia, y la victoria de Franjo Tuđman aumentó aún más las tensiones nacionalistas en una Yugoslavia ya tensa. Los políticos serbios abandonaron el Sabor y declararon la autonomía de las áreas que pronto pasarían a formar parte de la no reconocida República de Krajina Serbia, que tenía la intención de lograr la independencia de Croacia. A medida que aumentaban las tensiones, Croacia declaró su independencia en junio de 1991. Sin embargo, la declaración se suspendió durante tres meses, hasta el 8 de octubre de 1991. La suspensión se produjo cuando la Comunidad Económica Europea y la Conferencia sobre Seguridad y Cooperación en Europa instaron a Croacia a no ser reconocida como Estado independiente debido a la posibilidad de una guerra civil en Yugoslavia. Las tensiones se intensificaron en la Guerra de Independencia de Croacia cuando el Ejército Popular Yugoslavo y varios paramilitares serbios se movilizaron dentro de Croacia. El 3 de octubre, la Armada Yugoslava renovó su bloqueo de los principales puertos de Croacia. Este movimiento siguió a meses de enfrentamiento y la captura de instalaciones militares yugoslavas en Dalmacia y otros lugares. Estos eventos ahora se conocen como la Batalla de los cuarteles. Eso dio lugar a la captura de cantidades importantes de armas, municiones y otro equipo por parte del ejército croata, incluidos 150 vehículos blindados de transporte de personal, 220 tanques y 400 piezas de artillería de 100 milímetros (3,9 pulgadas) o más,39 cuarteles y otras 26 instalaciones, incluyendo dos centros de señales y una base de misiles. También coincidió con el final de la Operación Costa-91, en la que las fuerzas yugoslavas no lograron ocupar la costa en un intento de cortar el acceso de Dalmacia al resto de Croacia.

## Advertencia del ataque

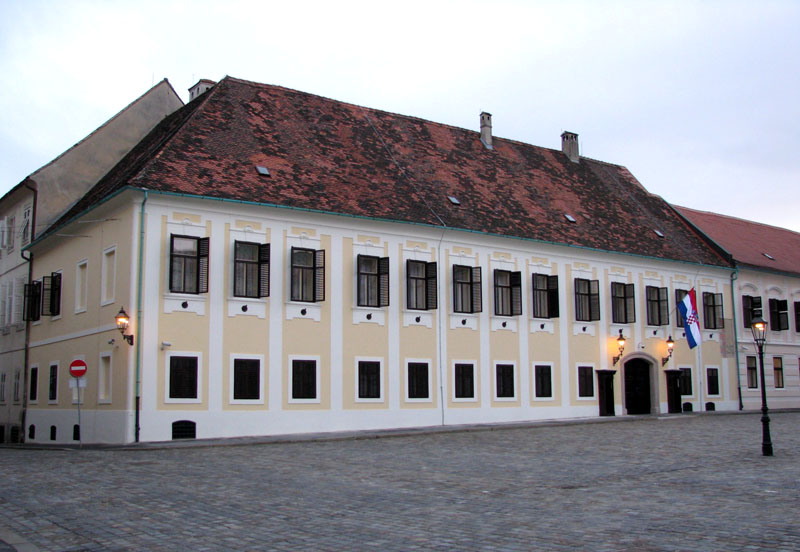
Banski dvori

Según Martin Špegelj, ministro de Defensa de Croacia entre agosto de 1990 y julio de 1991, una fuente de la Fuerza Aérea Yugoslava basada en la Base Aérea de Željava informó al ejército croata sobre una misión de alto secreto preparada para el día siguiente, pero Špegelj afirma que la información no se tomó en serio por falta de detalles. Otras fuentes afirman que la advertencia fue transmitida por los servicios del sistema de seguridad e inteligencia croata, indicando a la Unión Soviética y a su entonces presidente Mijaíl Gorbachov como fuente de la información. A medianoche, durante la noche del 6 al 7 de octubre, el embajador soviético en Belgrado habría recibido instrucciones del gobierno para advertir a los militares yugoslavos de que no atacaran Zagreb.
Tuđman pasó la noche en un puesto de mando de la Fuerza Aérea Croata y de la Defensa Aérea -un túnel que pasa por debajo de Gornji Grad- donde se transmitía información sobre el movimiento de los aviones yugoslavos. Por la mañana, el general yugoslavo Andrija Rašeta informó a la prensa de que sus superiores podrían decidir atacar Zagreb como forma de presión sobre Tuđman. Durante la mañana del 7 de octubre sonaron tres alarmas de ataque aéreo, ya que la Fuerza Aérea Yugoslava desplegó entre 30 y 40 aviones de combate en la zona de Zagreb, y se recibieron numerosos avisos de ataques aéreos inminentes desde las bases militares yugoslavas. Durante la mañana, se observaron aviones de la Fuerza Aérea Yugoslava despegando de bases cercanas a Pula y Udbina en Croacia y Banja Luka en Bosnia y Herzegovina. No se registraron vuelos que despegaran de la base aérea de Željava, presumiblemente debido a la nubosidad de la zona. A las 13:30 horas, el ejército croata capturó un centro de comunicaciones militares yugoslavo y un puesto de radar cerca de Velika Buna, al sur de Zagreb, lo que dificultó el control de la aviación yugoslava en la zona. Se cree que este acontecimiento afectó al momento del asalto al Banski dvori, la residencia oficial del Presidente de Croacia en ese momento.

## Bombardeo
Aproximadamente al mediodía del 7 de octubre de 1991, Tuđman se reunió con Stjepan Mesić, entonces Presidente de la Presidencia de Yugoslavia y Ante Marković, entonces Primer Ministro de Yugoslavia, ambos de etnia croata, en el Banski dvori. El objetivo de la reunión era persuadir a Marković de que dejara su cargo de jefe del gobierno federal yugoslavo, a lo que parecía reacio, y discutir la necesidad de la independencia de Croacia. La reunión se suspendió para el almuerzo al que asistirían los ayudantes del presidente. Tuđman hizo un nuevo esfuerzo por persuadir a Marković, intentando apelar a su origen croata. Los tres abandonaron el almuerzo mientras se servía el postre y se trasladaron al despacho del presidente para continuar su discusión. Cuando Tuđman abandonó la sala, todos los demás le siguieron.
Justo después de las 3 de la tarde, minutos después de que terminara el almuerzo, la Fuerza Aérea Yugoslava atacó el Banski dvori y otros objetivos en la zona de Gornji Grad de Zagreb y en otros lugares de la capital croata, dos o tres minutos después de que todo el mundo hubiera abandonado la sala donde se celebraba el almuerzo. Zagreb fue atacada por unos 30 aviones yugoslavos, pero la incursión en Gornji Grad fue llevada a cabo por dos Mikoyan-Gurevich MiG-21 que llevaban ocho misiles Munja de 128 milímetros (5,0 pulgadas) cada uno y dos Soko G-4 Super Galebs que llevaban dos bombas Mark 82 cada uno. El edificio Banski dvori fue alcanzado por las bombas Mark 82 activadas por espoletas de proximidad a 5 metros por encima del objetivo, logrando dos impactos directos.
Se informó de la muerte de un civil por el ametrallamiento de los aviones en la zona de Tuškanac de Gornji Grad. Ninguno de los tres dirigentes resultó herido, pero cuatro personas resultaron heridas en el ataque. La fachada del Banski dvori y casi todas sus habitaciones resultaron dañadas, y una parte de la estructura del tejado quedó destruida. Las primeras estimaciones de los daños infligidos al edificio y a su contenido oscilaban entre 2 y 3 millones de dólares estadounidenses. Además del Banski dvori, otros edificios de la zona sufrieron daños. Entre ellos se encuentran el edificio del Parlamento croata, el antiguo ayuntamiento, la iglesia de San Marcos, el Museo de Historia, el Instituto para la protección de los monumentos culturales, así como las residencias y oficinas de los alrededores, incluida la residencia del cónsul suizo Werner Mauner.

## Consecuencias

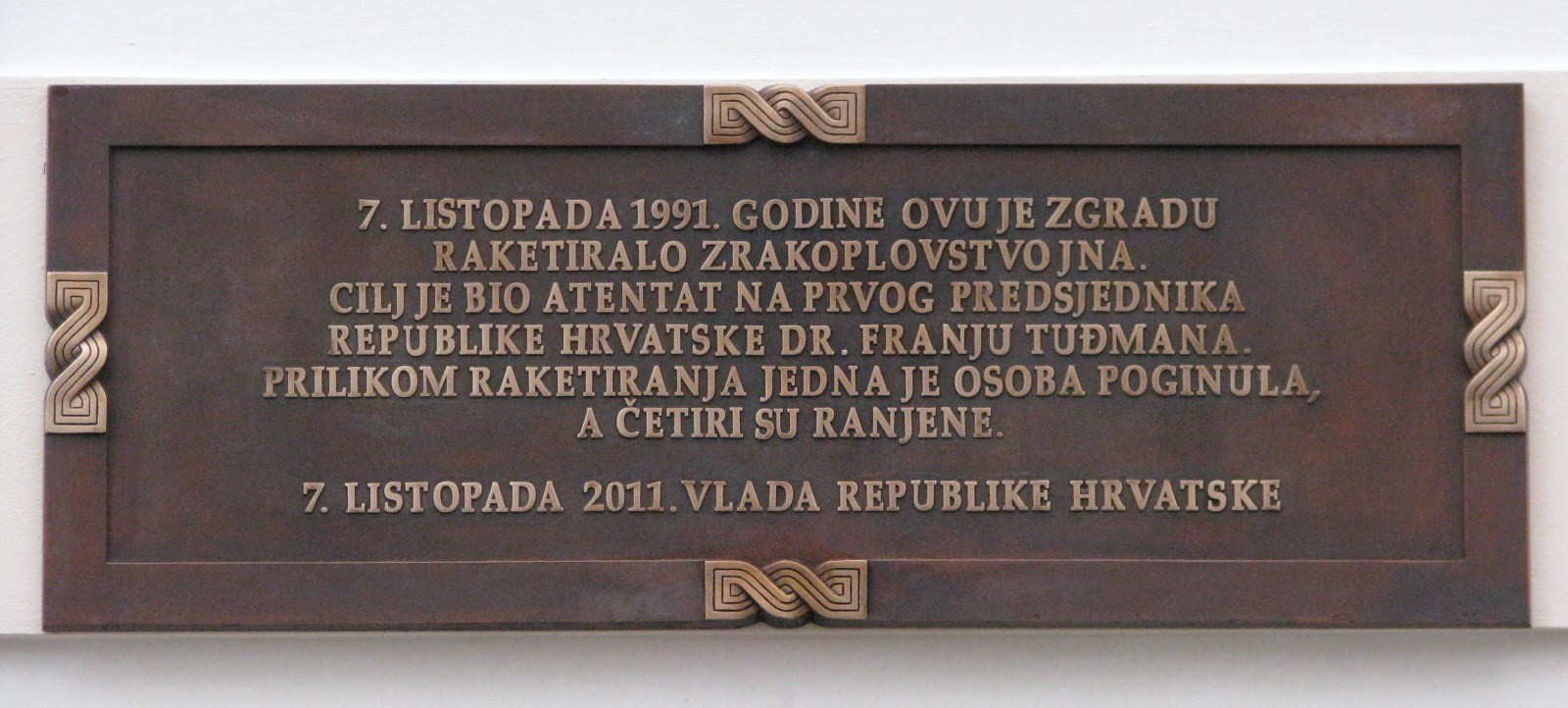
En 2011 se colocó una placa conmemorativa del atentado

En un reportaje televisivo grabado y emitido poco después del atentado, Tuđman dijo que el ataque parecía haber estado destinado a destruir Banski dvori como sede del Estado de Croacia. Concluyó con declaraciones de determinación para acabar con la ocupación extranjera y reconstruir la nación. Marković telefoneó a su oficina en Belgrado culpando al secretario general de Defensa yugoslavo, Veljko Kadijević, del ataque. Exigió su dimisión y amenazó con no volver a Belgrado hasta que Kadijević dejara su cargo. El Ministerio de Defensa yugoslavo rechazó la acusación, afirmando que el ataque no había sido autorizado por el mando central y sugiriendo que el suceso podría haber sido organizado por las autoridades croatas. El ejército yugoslavo sugirió posteriormente que los dirigentes croatas habían colocado explosivos plásticos en el Banski dvori.
En respuesta a la situación, el consulado de Estados Unidos aconsejó a los ciudadanos estadounidenses, incluidos los periodistas, que abandonaran Croacia. El Departamento de Estado estadounidense anunció que estudiaría la posibilidad de introducir sanciones económicas contra Yugoslavia. Alemania condenó el ataque, calificándolo de bárbaro, y lo achacó al ejército yugoslavo
El 8 de octubre de 1991, al expirar la moratoria de la declaración de independencia, el Parlamento croata rompió todos los vínculos que le quedaban con Yugoslavia. Esa sesión concreta del parlamento se celebró en el edificio de la INA, en la calle Šubićeva de Zagreb, debido a los problemas de seguridad provocados por el reciente ataque aéreo; concretamente, se temía que la Fuerza Aérea Yugoslava pudiera atacar el edificio del parlamento.
Tras el bombardeo, la residencia del Presidente de Croacia se trasladó del Banski dvori al Palacio Presidencial -antes conocido como Villa Zagorje- en la zona de Pantovčak de Zagreb. En 1995 se aprobaron los fondos para reparar el Banski dvori, y el lugar se convirtió en la residencia oficial del Gobierno croata. Una placa conmemorativa del atentado se colocó en la fachada del Banski dvori 20 años después del ataque, en 2011. El Museo de la Ciudad de Zagreb también conmemora el atentado, ya que el suceso figura en la colección Zagreb en la Croacia independiente de su exposición permanente.